# Charles K. French
Charles K. French (17 de enero de 1860 – 2 de agosto de 1952) fue un actor, director y guionista cinematográfico de nacionalidad estadounidense. 
Nacido en Columbus, Ohio, su nombre completo era Charles Ekrauss French. Actuó en más de 240 producciones estrenadas entre 1909 y 1945.
Falleció a causa de un infarto agudo de miocardio en 1952, en Hollywood, California. Fue enterrado en el Cementerio Forest Lawn Memorial Park, en Glendale (California).

## Selección de su filmografía

### Actor
- 1909 : The Cord of Life, de D. W. Griffith
- 1912 : The Colonel's Peril, de Francis Ford y Thomas H. Ince
- 1912 : The Indian Massacre, de Thomas H. Ince
- 1912 : On the Firing Line, de Francis Ford
- 1912 : The Colonel's Ward, de Thomas H. Ince
- 1912 : His Punishment, de Thomas H. Ince
- 1912 : The Army Surgeon, de Francis Ford
- 1912 : The Prospector's Daughter, de Thomas H. Ince
- 1912 : The Law of the West, de Thomas H. Ince
- 1913 : The Mosaic Law, de Thomas H. Ince
- 1913 : With Lee in Virginia, de William J. Bauman
- 1914 : Yellow Flame, de Charles Giblyn
- 1915 : The Coward, de Thomas H. Ince y Reginald Barker
- 1915 : On the Night Stage, de Reginald Barker
- 1916 : Civilization, de Reginald Barker, Thomas H. Ince y Raymond B. West
- 1916 : The Aryan, de Reginald Barker, William S. Hart y Clifford Smith
- 1918 : The Marriage Ring, de Fred Niblo
- 1923 : Una mujer de París, de Charles Chaplin
- 1923 : Gentle Julia, de Rowland V. Lee
- 1926 : A Woman of the Sea, de Josef von Sternberg
- 1931 : Chickens Come Home, de James W. Horne
- 1934 : The Red Rider, de Lew Landers (serial)
- 1935 : Rustlers of Red Dog, de Lew Landers (serial)
- 1936 : The Phantom Rider, de Ray Taylor (serial)
- 1937 : San Quentin, de Lloyd Bacon
- 1940 : The Shadow, de James W. Horne

### Director
- 1909 : Romance of a Fishermaid
- 1909 : Charmed, I'm Sure
- 1915 : Thoughts of Tonight

### Guionista
- 1909 : Romance of a Fishermaid
- 1909 : Davy Crockett – In Hearts United

## Galería fotográfica

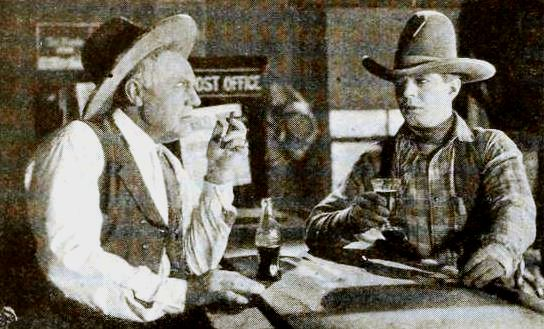
Escena de The Bearcat (1922), con Charles K. French y Hoot Gibson
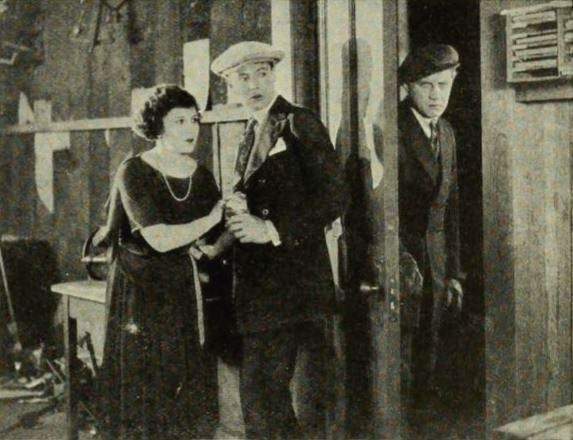
Escena de Smudge (1922), con Ora Carew, Charles Ray y Charles K. French
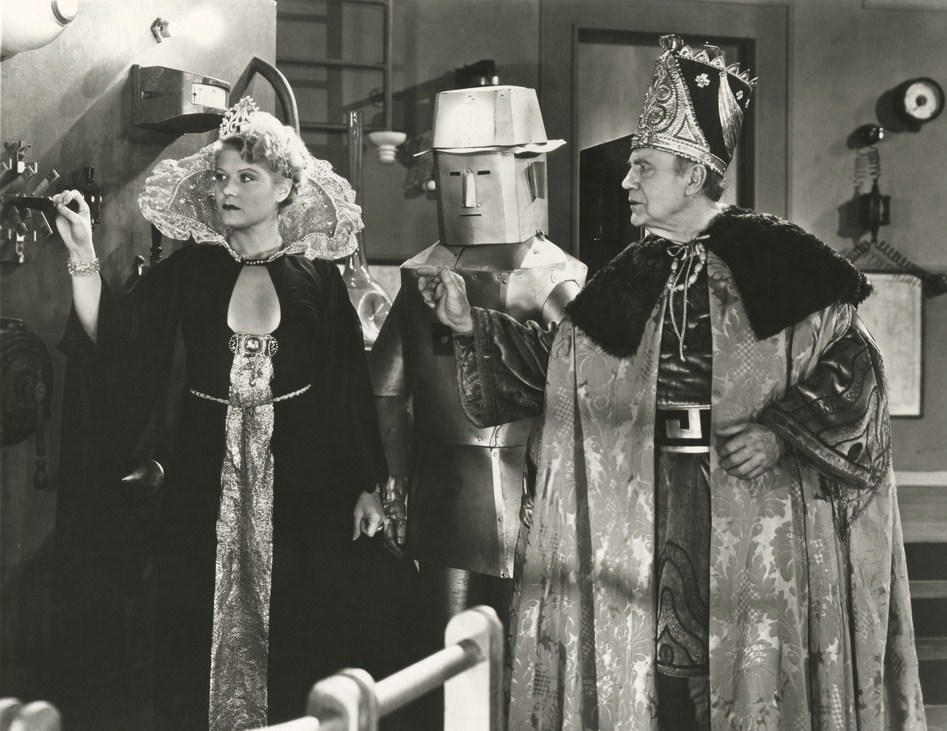
Dorothy Christy y Charles K. French (der.) en The Phantom Empire
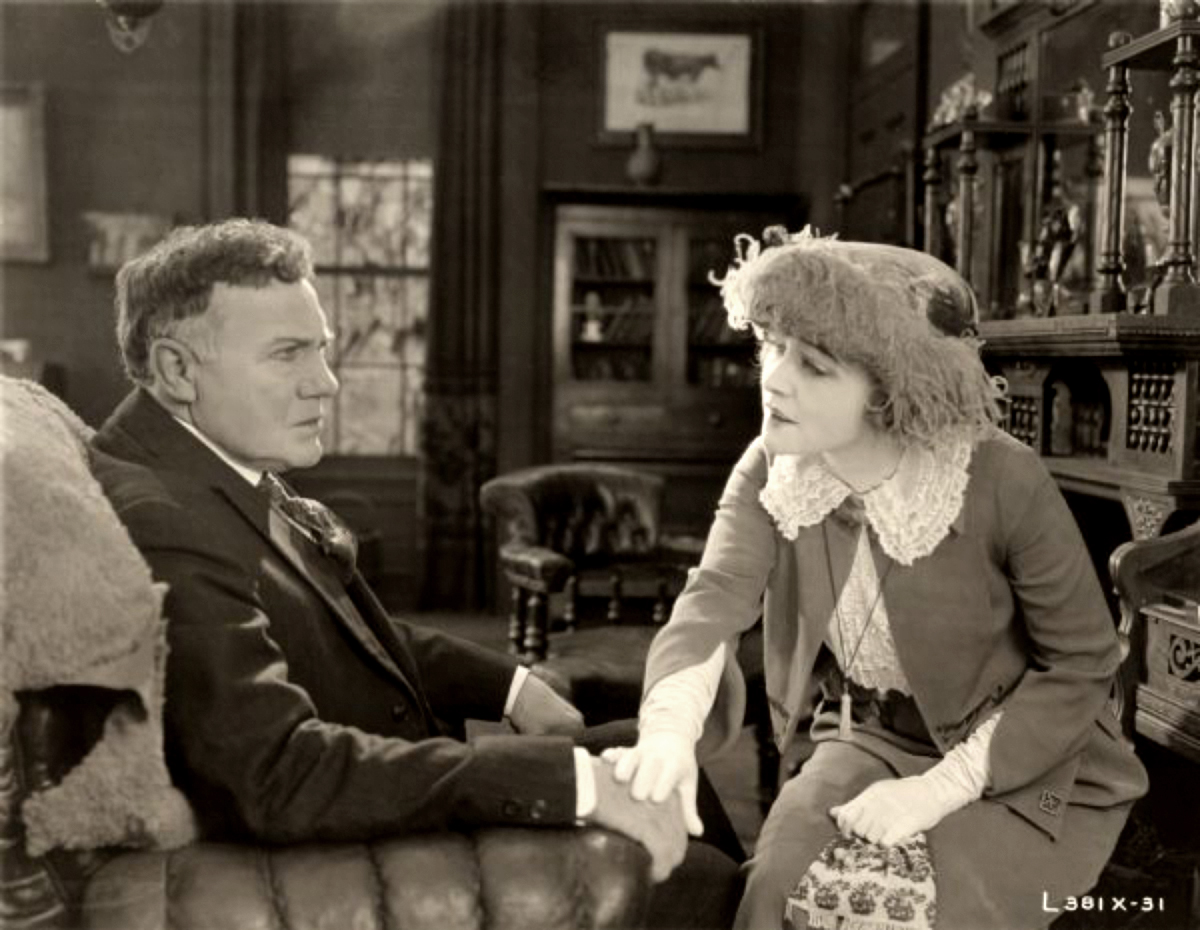
Charles K. French y Ethel Clayton en Beyond (1921)